# Edward Conlon
Pour les articles homonymes, voir Conlon.
Œuvres principales
- Rouge sur rouge
- Le Bureau des policières

Edward Conlon, né le 15 janvier 1965 dans le quartier du Bronx de la ville de New York aux États-Unis, est un ancien détective de la New York City Police Department et un écrivain américain, auteur de roman policier.

## Biographie
Edward Conlon naît à New York dans le quartier du Bronx en 1965. Il passe la majeure partie de son enfance dans la ville voisine de Yonkers. Après des études à la Regis High School (New York) (en), il est diplômé de l'université Harvard en 1987. Après une série de petits métiers, il entre en 1995 dans la New York City Police Department comme officier de police. En 2002, il devient détective et est rattaché à son quartier de naissance. Après seize années dans les forces de l'ordre, il quitte la police en 2011 pour aller travailler dans le service de communication de la NYPD.
Comme auteur, il commence à écrire pour le magazine The New Yorker, avec un premier article publié en 1993. De 1997 à 2000, il tient pour ce magazine une chronique nommée Cop's Diary qui est publié sous le pseudonyme de Marcus Laffey. Cette expérience lui permet de recevoir une avance pour l'écriture d'un futur roman. Après quatre années de travail, il publie Blue Blood en 2004, qui couvre ses années de service au sein du NYPD, de son travail de répression du trafic de stupéfiants à son passage au service du bureau du logement, en passant par des anecdotes sur le quotidien de la police new-yorkaise et sa vie de famille,.
En 2011, il publie un second roman, Rouge sur rouge (Red on Red), avec pour personnage principal le détective Nick Meehan et son coéquipier Esposito et en toile de fond leurs différentes enquêtes quotidiennes dans la ville de New York.

## Œuvres

### Romans
- (en) Blue Blood, 2004
- Rouge sur rouge, Actes Sud, coll. « Actes noirs », 2014 ((en) Red on Red, 2011), trad. Sophie Bastide-Foltz  (ISBN 978-2-330-03035-3)Réédition, Actes Sud, coll. « Babel noir » no 155, 2016 (ISBN 978-2-330-06131-9)
- Le Bureau des policières, Actes Sud, coll. « Actes noirs », 2022 ((en) The Policewomen's Bureau, 2019), trad. Thierry Arson  (ISBN 978-2-330-16629-8)